# Dauphinelle fendue
Delphinium fissum
Espèce
Classification phylogénétique
Synonymes
- Delphinium caseyi B.L.Burtt (préféré par UICN)

Statut de conservation UICN

 CR B1ab(iii,v)+2ab(iii,v) : 
En danger critique
La Dauphinelle fendue ou Pied d'alouette fendu (Delphinium fissum) est une espèce de plante herbacée de la famille des Renonculacées. Elle fleurit en juin/juillet en Provence en altitude, en Basse Provence elle se rencontre à l'ubac frais et humide de la Sainte-Baume, entre 900 et 1 100 m, et aussi au mont Aurélien, à la base de la falaise aux alentours de 800 m.
Elle fut décrite pour la première fois en latin par Franz de Paula Adam von Waldstein et Pál Kitaibel en 1801-1802 dans le premier volume de leur ouvrage “Descriptiones et icones plantarum rariorum Hungariae “(M.A. Schmidt, Vienne, trois volumes, 1802-1812) en page 83. La planche 81 en donne une représentation assez fidèle.
Cette plante est protégée en France, rare et à respecter. Son statut de conservation selon l'UICN est : « en danger critique d'extinction ».

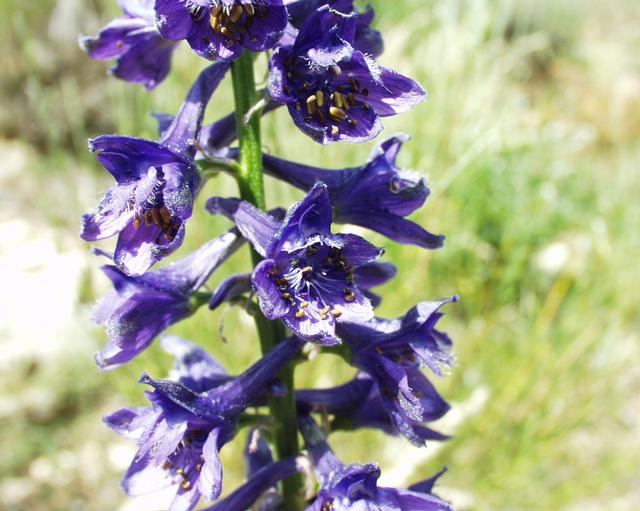
Inflorescence de Delphinium fissum.

## Synonymes
Selon "The Plant List" 23 août 2012 :
- Delphinastrum fissum (Waldst. & Kit.) Spach, 1838
- Delphinium fissum subsp. pallasii (Nevski) Greuter & Burdet, 1989
- Delphinium leiocarpum Huth, 1873
- Delphinium leiocarpum Nevski ,
- Delphinium narbonense Huth, 1893
- Delphinium pallasii Nevski, 1937
- Delphinium velutinum Bertol., 1820
- Delphinium velutinum Schur [Illegitimate], 1866

## Sous-espèces et leurs synonymes
Selon "The Plant List" 23 août 2012 :
- Delphinium fissum subsp. anatolicum Chowdhuri & P.H., 1958
  - Delphinium amani Post, 1895
- Delphinium fissum subsp. caseyi (Burtt) C.Blanché & Molero, 1983
  - Delphinium caseyi B.L.Burtt, 1954
- Delphinium fissum subsp. ithaburense (Boiss.) C.Blanché & Molero, 1983
  - Delphinium ithaburense Boiss., 1849
  - Delphinium salmoneum Mouterde, 1953
- Delphinium fissum subsp. sordidum (Cuatrec.) Amich, E.Rico & J.Sánchez, 1981
  - Delphinium sordidum Cuatrec., 1929